# Lexus TS-650
Beim Lexus TS-650 handelt es sich um eine Einzelanfertigung der Vercarmodel Saro S.r.l., welche im Auftrag der Toyota Motorsport GmbH auf der Basis des LS 460 L entstand. Die Premiere fand am 30. November 2012 auf der 45. Essen Motor Show statt. Eine Aufnahme der Serienfertigung des Modells ist erst nach Eingang einer Mindestmenge an Nachfragen vorgesehen.
Nach einer Aussage von Yoshiaki Kinoshita, Präsident von Toyota und des Toyota-Renn-Teams, ist die Großserienproduktion für die europäischen Märkte bereits durch die jeweils zuständigen Behörden genehmigt worden. Der TS-650 gilt zudem als das erste Konzeptfahrzeug der Marke Lexus aus europäischer Herstellung.
Toyota sieht mit der Modellpräsentation einen direkten, erfolgreichen Angriff auf BMW M und Mercedes-AMG. Überlegungen Toyota Motorsport einer vergleichbaren Performance-Marke, spezialisiert auf Lexus-Modelle, aufzustellen, waren im Juni 2012 bekanntgegeben worden, als auch Gerüchte um eine M-Version des 7er-BMW auftauchten.
Der TS-650 verfügt über einen V8-Motor mit einem Hubraum von 4.968 cm³ mit zwei Abgasturboladern (Ladedruck 0,6 bar). Die Leistung liegt bei 478 kW (650 PS). Das max. Drehmoment wird auf 710 Nm bei 9000/min angegeben. Die Kraft wird mit einem angepassten 8-Gang-Aisin-Automatikgetriebe übertragen, wobei auch mit sogenannten „Paddles“ von Hand geschaltet werden kann. Die Beschleunigung von 0 auf 100 km/h wurde auf 4,2 s ermittelt, die Höchstgeschwindigkeit auf ganze 320 km/h. Es werden zwei verschiedene Reifengrößen eingesetzt: 295/35 R20 (vorne) und 345/30 R20 (hinten). Als Bereifung verwendete Toyota bei seinem Prototyp den Michelin Pilot Sport. Um eine bessere Bremswirkung zu erreichen, wurde eine Carbon-Keramik-Bremsanlage des Herstellers Brembo eingesetzt.
Darüber hinaus hat die Karosserie zwei Lufteinlässe in der Motorhaube, verbreiterte Kotflügel, aerodynamische Schweller und ein Dach aus Carbon sowie einen Heckdiffusor.